# 玛丽·伯德地

瑪麗伯德地在南極洲的位置

玛丽·伯德地（英語：Marie Byrd Land）是南极洲的一部分。名称是1929年来此地探险的美国海军军官理查德·伯德以其妻子玛丽·伯德的名字命名的。位于南极大陆西部，范围西起罗斯海，东到埃尔斯沃思地，约相当于南纬73°～85°、西经103°24'W～158°之間。该区域内多山地，平均海拔800～2000米，太平洋沿岸有若干高峰超过3600米。冰被厚达640米。海岸多陆缘冰，很难靠近。這是南極洲唯一未被任何國家聲索的地方。